# Kubravije
Kubranije u derviši kubranijskog tarikata (derviškog reda) koji je osnovao Nedžmudin Kubra. Osnovan je u 13. stoljeću. Ovaj red potiče iz Središnje Azije. Kubrine pristalice vjeruju da potiče iz izravne Poslanikove loze.

## Vanjske povezice
- Sve podjele u islamu (V)